# Procerkoid
Procerkoid – jedna z form pierwszego stadium larwalnego w cyklu życiowym tasiemców Pseudophyllidea, między innymi bruzdogłowca szerokiego (Diphyllobothrium latum). Postać ta ma kształt robakowaty z tylnym końcem ciała u większości gatunków zaopatrzonym w trzy pary haków. Pasożytuje w skorupiaku, pierwszym żywicielu pośrednim tego tasiemca. Drugim żywicielem jest ryba lub inny kręgowiec, w którego organizmie procerkoid zamienia się w plerocerkoid.